# Тимофеев, Дмитрий Андреевич
Дмитрий Андреевич Тимофеев (24 июня 1929, Москва — 17 июля 2010, Москва) — советский и российский геоморфолог, доктор географических наук. Заведующий лабораторией геоморфологии Института географии РАН.
Лауреат Государственной премии СССР (1978), председатель Геоморфологической Комиссии Академии наук, главный редактор журнала «Геоморфология».
Автор более 200 научных работ в области теоретической, климатической и экологической геоморфологии, теории поверхностей выравнивания.

## Биография

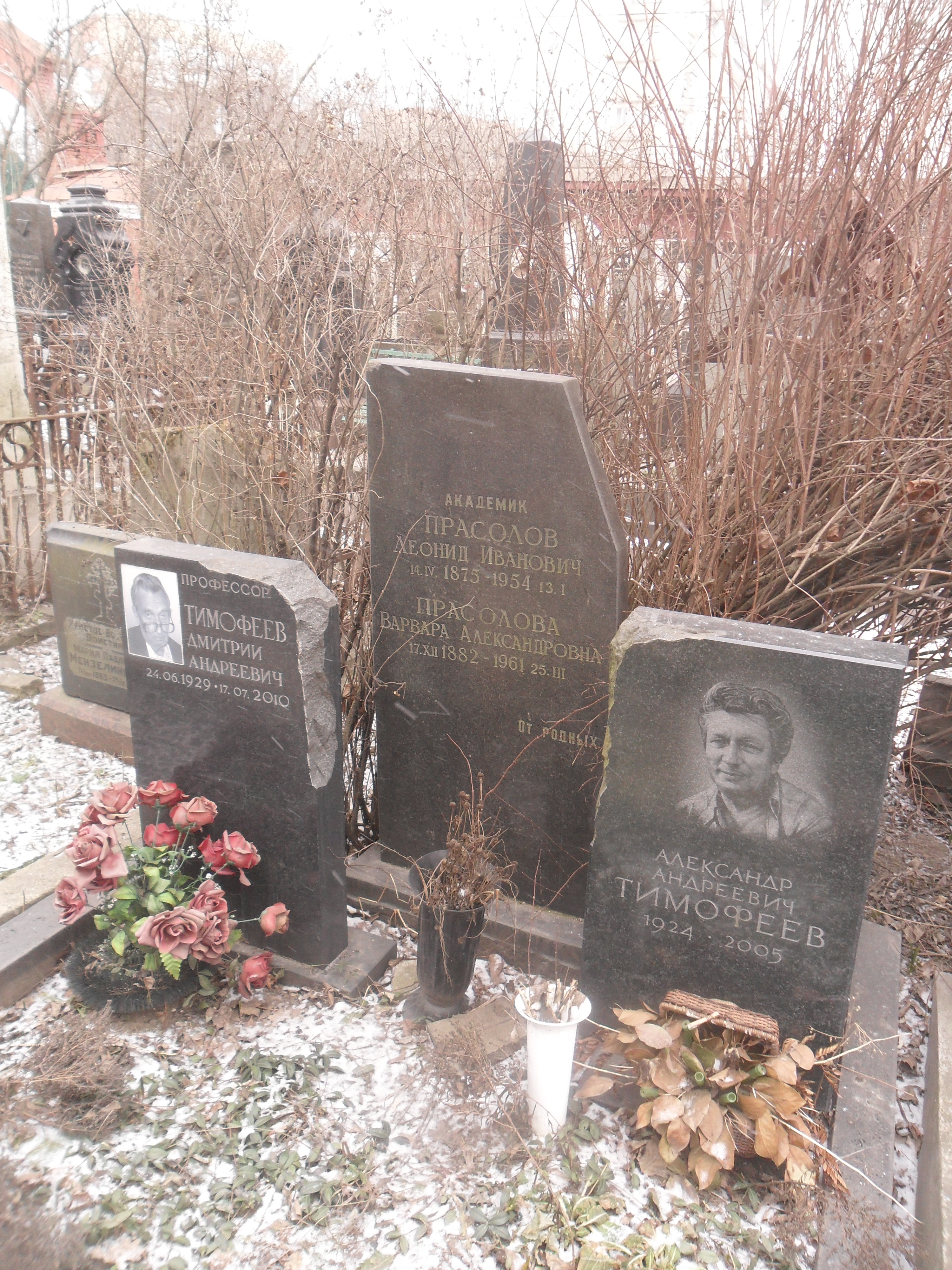
Могила Тимофеева на Новодевичьем кладбище Москвы.

В 1951 году окончил географический факультет МГУ им. М. В. Ломоносова.
В 1952—1963 годах — младший научный сотрудник Института географии АН СССР.
В 1964—1970 годах — старший научный сотрудник Института географии Сибири и Дальнего Востока Сибирского отделения АН СССР.
С 1971 года — снова в Институте географии АН СССР (старший научный сотрудник).
С 1986 по 2008 год — заведующий отделом (лабораторией) геоморфологии Института географии РАН.

## Сочинения
- Средняя и Нижняя Олёкма: (Геоморфологический анализ территории бассейна). 1965.
- Терминология поверхностей выравнивания. 1974.
- Терминология общей геоморфологии. 1977 (соавтор).
- Терминология денудации и склонов. 1978.
- Поверхности выравнивания суши. 1979.
- Терминология флювиальной геоморфологии. 1981.
- Терминология перигляциальной геоморфологии. 1983 (соавтор).
- Размышления о фундаментальных проблемах геоморфологии. Избранные труды. 2011.